# مقدمه مرجان اشرفی
مقدمه مرجان اشرفی (۱۳۱۵–۱۳۹۲) پژوهشگر تاجیکستانی، متخصص تاریخ قرون وسطی و تاریخ‌نگار هنر و عضو افتخاری فرهنگستان هنر ایران بود. او در شهر تاشکند در یک خانواده تاجیک تبار به دنیا آمد. پدرش مختار اشرفی از آهنگسازان به نام بود.

## زندگی
او در سال ۱۹۵۴ از مدرسه موسیقی تاشکند فارغ‌التحصیل شد و در سال ۱۹۵۹ موفق به کسب مدرک تاریخ هنر از دانشگاه دولتی مسکو گردید. از آن زمان تا سال ۱۹۶۱ در گروه خاورشناسی آکادمی علوم اتحاد جماهیر شوروی در مسکو مشغول تدریس بود. از ابتدای سال ۱۹۶۲ به عنوان دانشجوی کارشناسی ارشد وارد موسسه مطالعات شرقی شده و در سال ۱۹۶۸ فارغ‌التحصیل گردید. از ۱۹۶۹ تا ۱۹۷۱ در استخدام گروه فلسفه آکادمی علوم تاجیک بود و از سال ۱۹۷۲ به انستیتو تاریخ رفت. از همین سال بود که ریاست گروه علوم انسانی دانشگاه فنی تاجیکستان را هم بر عهده گرفت. به عنوان یک پژوهشگر، رشته تخصصی هنرهای قرون وسطی با تاکید بر نقاشی آسیای مرکزی را در پیش گرفت. وی در آسیای مرکزی اولین کسی است که موفق به اخذ دکترای هنر شده است و در تاجیکستان نیز تنها کسی است که در زمینه هنرهای تجسمی دارای درجه دکتری است. هنگام مرگ وی مشغول کار بر روی جلد سوم سه‌گانه‌ای با موضوع نقاشی‌های نگارگری تاجیک بود که دو جلد اول آن در سال ۲۰۱۱ منتشر شده‌بودند.  او همسر کمال‌الدین عینی و عروسِ صدرالدین عینی بود.

## آثار
- نگارگری‌های قرن پانزدهم در نسخ خطی آثار جامی، ۱۹۶۶؛
- اشعار فارسی –تاجیکی در نگارگری‌های قرن چهاردهم تا هفدهم، ۱۹۷۴؛
- نگارگری‌های مکتب بخارا در قرن شانزده، ۱۹۷۷؛
- تاریخ گسترش نگارگری‌های ایرانی قرن شانزده، ۱۹۷۸؛
- بهزاد و شکل‌گیری نگارگری مکتب بخارا در قرن شانزدهم میلادی، ۱۹۸۷؛
- نگارگری‌های مکتب سمرقند قرن شانزدهم و هفدهم میلادی، ۲۰۰۰؛
- نگارگری تاجیک: از بهزاد تا رضا عباسی، ۲۰۱۱؛
- نگارگری تاجیک: مکتب بخارا قرن شانزدهم و هفدهم میلادی، ۲۰۱۱: